# Nacionalni park Sjeveroistočni Grenland
Nacionalni park Sjeveroistočni Grenland je, s površinom od 972.000 km2, najveći nacionalni park u svijetu i 9. najveće zaštićeno područje (jedina veća zaštićena područja sastoje se uglavnom od mora). Ovo je prvi nacionalni park otvoren u Kraljevini Danskoj, a do danas je jedini nacionalni park na Grenlandu. Najsjeverniji je nacionalni park na svijetu. Park obuhvaća cijelu sjeveroistočnu obalu i unutrašnjost Grenlanda. Park je osnovan 22. svibnja 1974. godine, a na današnju veličinu je proširen 1988. godine

## Geografija
Park graniči, uglavnom granicama postavljenim ravnim linijama, s općinom Sermersooq na jugu i s općinom Avannaata na zapadu, duž 45° zapadnog meridijana na ledenoj kapi na zapadu. Velika unutrašnjost parka dio je grenlandskog ledenog pokrova, ali postoje i velika područja bez leda duž obale i na Peary Landu na sjeveru. Park uključuje zemljopisna područja zemlju kralja Frederika VIII. i Zemlju kralja Kristijana X.
U ovom području su zabilježeni veliki gubici ledenog pokrova, iznad očekivanja znanstvenika.

## Povijest
Nacionalni park je osnovan 22. svibnja 1974. na području sjevernog, praktički nenaseljenog dijela bivše općine Ittoqqortoormiit u Tunuu (istočni Grenland), Godine 1988., park je proširen za dodatnih 272,000 km2, na sadašnju veličinu, dodavanjem sjeveroistočnog dijela bivšeg okruga Avannaa (sjeverni Grenland). U siječnju 1977. proglašen je međunarodnim rezervatom biosfere. Park nadgleda Grenlandski odjel za okoliš i prirodu. Povijesne istraživačke postaje na ledenom pokrovu, Eismitte i Sjeverni led, nalaze se unutar današnjih granica parka. 

## Stanovništvo
Na teritoriju nacionalnog parka u osnovi nema stalne ljudske populacije. Godine 1986. živjelo je samo 40 ljudi u Mestersvigu koji su bili angažirani na istraživanju rudnika. U zadnje vrijeme samo 27 ljudi i oko 110 pasa živi preko zime u parku.
Raspoređeni su po ovim lokacijama:
- Daneborg (12) sjedište Sirius Patrole, policijske agencije za park
- Danmarkhavn (8) civilna meteorološka stanica
- Stanica Nord (5) vojna baza
- Vojna postaja Mestersvig (2) s 1.800 m šljunčane piste
- Zackenberg (0) istraživačka stanica samo za ljeto
- Summit Camp (4) istraživačka stanica na Grenlandskom ledenom pokrovu

Tijekom ljeta dolaze i znanstvenici. Istraživanje stanica ZERO (Zackenberg ekološka istraživanja operacije) 74°28′11″N 20°34′15″W / 74.469725°N 20.570847°W može ugostiti više od 20 znanstvenika i osoblja stanice.

## Fauna
Procjenjuje se da se 5.000 do 15.000 muflona, kao i brojni polarni medvjedi i morževi, mogu naći u blizini obalnih područja parka. Godine 1993. procijenjeno je da ovdje živi 40% svjetske populacije muflona. Ostali sisavci uključuju arktičku lisicu, Dicrostonyx groenlandicus, hermeline, arktičkog zeca i malu, ali važnu populaciju grenlandskog vuka. Ostali morski sisavci uključuju tuljane Pusa hispida, Erignathus barbatus, tuljana mjehuraša, kao i narvala i kita belugu.

## Vanjske poveznice
- Službena stranica
- | Logotip Zajedničkog poslužitelja | Zajednički poslužitelj ima stranicu o temi Nacionalni park Sjeveroistočni Grenland |